# Ferdinand Bernt
Ferdinand Bernt (* 27. März 1876 in Miltschoves; † 16. Februar 1915 in Kruschewatz in Serbien) war ein deutscher Schriftsteller böhmischer Herkunft.
Bernt stammte aus einfachen Verhältnissen; sein Vater war die überwiegende Zeit seines Lebens Pächter einfacher Wirtshäuser in der k.u.k. Monarchie. Nach der Volksschule ließ sich Bernt in Komotau als Holzbildhauer ausbilden; aus finanziellen Gründen musste er diese Ausbildung  aber abbrechen.
Bereits in dieser Zeit entstanden erste Gedichte, mit denen Bernt 1893 debütieren konnte. Der Literaturwissenschaftler Rudolf Wolkan (1860–1927) versuchte Bernt ebenso zu fördern, wie der Schriftsteller Paul Leppin, der Bernt sogar mit Hermann Hesse verglich.
In den folgenden Jahren arbeitete Bernt als Xylograph, Kellner und als einfacher Arbeiter in der Landwirtschaft. Auf seiner Wanderschaft kam er auch nach Wien, wo er sich der Arbeiterbewegung anschloss. Über diese Kontakte konnte Bernt für kurze Zeit in Wien als Lehrer arbeiten. 1909 verfasste er, höchstwahrscheinlich als Auftragsarbeit, die Biographie „Johann Schicht, sein Leben und Wirken“.
Bernts letzte Erzählungen („Der Traum des Bruders Severin“) verraten Hans Watzliks Einfluss, da dieser von Bernt beeindruckt war und ihn so weit es ging bei dessen literarischem Schaffen unterstützte.
Im Alter von beinahe 39 Jahren erlag Bernt am 16. Februar 1915 seinen Verletzungen in einem Kriegslazarett bei Kruschewatz.

## Werke
- Moderne Stimmungsbildchen (1893)
- Tills Irrgänge. Roman (1907)
- Johann Schicht. Sein Leben und Wirken. Wien 1909
- Der Bund der Freien. Roman (1910)
- Suchende Seelen (1909)
- Die Liebe suchen (1913)
- Zwischen zwei Sprachen (1906)
- Der Traum des Bruders Severin (1913)